# Pantopsalis phocator
Pantopsalis phocator är en spindeldjursart som beskrevs av Taylor 2004. Pantopsalis phocator ingår i släktet Pantopsalis och familjen Monoscutidae. Inga underarter finns listade i Catalogue of Life.